# كاكافيا (حساء)
كاكافيا (باليونانية: κακαβιά) هو حساء سمك يوناني.
يأتي اسمها من kakavi، وعاء الطهي ثلاثي القوائم الذي استخدمه الصيادون الأيونانيون القدامى. وصفت كاكافيا بأنها «أقدم حساء سمك يوناني»، يصنع kakavia من مجموعة متنوعة مرنة من الأسماك وترتبط بقرى الصيد.
كان يُصنع تقليديًا من أصغر الأسماك التي يصطادها الصيادون، إلى جانب زيت الزيتون والبصل والزعفران.
ومن إحدى الوصفات الحديثة لهذا الطبق الشعبي إضافة شرائح السمك الأبيض المقطعة (مثل: سمك القد، أو الهامور، أو النهاش)، أو القريدس، أو مرق السمك أو الخضار، والطماطم، والبصل، والبطاطس، وزيت الزيتون، وعصير الليمون، وزينة من البقدونس (الإيطالي). ووصفات آخرى تقوم بإضافة ثلاثة أو أربعة أنواع من الأسماك التي يتم تنظيفها وتقطيعها إلى شرائح من ثم سلقها (القاروص، سمك القد، النازلي، الحدوق، سمك الهلبوت، السلمون المرقط، بلوق، النهاش، سمك الصخر، الأبيض)، بالإضافة إلى الجمبري وربما جراد البحر أو الأسقلوب، إلى جانب البصل والبصل الأخضر أو الكراث. زيت الزيتون، طماطم، ساق الشمر أو الكرفس. البقدونس الطازج، الزعتر الطازج، ورقة الغار فلفل أسود مطحون النبيذ الأبيض والماء والخبز المحمص.
يشبه كاكافيا الأنواع الأخرى من يخنة أسماك البحر الأبيض المتوسط، مثل: <bouillabaisse> الفرنسي، <cacciucco> الإيطالي، <zarzuela> الأسباني، والبرتغالي <caldeirada>.